# عرب‌های خوزستان
عرب‌های خوزستان گروهی از مردم ایران و ساکن استان خوزستان هستند. این مردم در نواحی غربی و جنوب‌غربی استان خوزستان مانند شهرستان‌های شادگان، هویزه، دشت آزادگان، خرمشهر، آبادان،کارون، اهواز، ماهشهر، شوش، کرخه، باوی، امیدیه، آغاجاری، شوشتر، دزفول ، رامهرمز، رامشیر و هندیجان در کنار سایر اقوام خوزستانی ساکن هستند.

## پیشینه

### پیش از اسلام
عرب‌ها و ایرانیان حدود سه هزار سال با هم در تماس بوده‌اند و در برخی دوره‌ها منافعشان به هم گره خورده‌است. موقعیت برجسته عرب‌ها به عنوان متحدان امپراتوری ایران در نقش برجسته‌های هخامنشی در تخت جمشید مشخص شده است. در سال‌های نخست شاهنشاهی شاپور دوم ساسانی، قبایل عرب از سوی بحرین با گذر از خلیج فارس به اردشیرخوره و مناطق ساحلی پارس یورش بردند. به تلافی این اقدام آن‌ها، شاپور ارتش را از طریق بحرین به تعقیب ایشان گسیل داشت و نیروهای متحد قبایل بنی تمیم و بکر بن وائل و عبدالقیس را شکست داد و به‌طور موقت تا یمامه در نجد مرکزی پیشروی کرد. بدین ترتیب پدافند مرزی در مراکز جنوبی عراق در برابر بادیه‌نشینان ایجاد شد، از جمله سنگرها و باروها که در منابع عربی به خندق شاپور معروف شدند. به پیروی از رسوم پارسیان باستان در اسکان دادن دسته‌جمعی قبایل مغلوب، قبایل بنی تغلب (تغلب) و بکر بن وائل و بنی‌حنظله در کرمان و اهواز اقامت داده شدند.
بین ایران و مردم عرب اطراف همواره ارتباطات زیادی وجود داشت از جمله با عمان. عمان از نظر جغرافیایی و زمین شناسی با بقیه شبه‌جزیره عربستان متفاوت بود و بیشتر به کوههای زاگرس شباهت داشت و از نظر فرهنگی و سیاسی بیشتر با ایران مرتبط بود. طبق شواهد کتیبه نقش رستم، شاپور اول عمان را بخشی از قلمرو خود می‌دانست. علاوه بر عمان، حکومت لخمیان از متحدان ایران در دوره ساسانی بود. در زمان اردشیر ساسانی، کنترل ایران بر مرکز و شمال بین النهرین، از طریق سلسله عرب لخمیان و مرکز حکومت آنان یعنی شهر حیره صورت میگرفت. هر چند اکثریت این شهر مسیحیان نسطوری (سریانی) بودند، فرمانروایان لخمی بت‌پرست و بشدت وابسته به فرهنگ و سنت صحرای عربستان بودند. تا اینکه نعمان سوم حدود سال ۵۸۰ پس از میلاد مسیحی شد. به نظر می‌رسد  بسیاری از ارتباطات فرهنگی، از جمله ورود واژگان فارسی به عربی در این دوران اتفاق افتاد که اثر آنرا می‌توان در شعرهای دوران جاهلی و واژگان قرآن دید.
به نظر می‌رسد شاهان لخمی بعدا به وارد شدن مسلمانان عرب به بحرین و عراق کمک کرده‌اند.

### جنگ جهانی اول
به دنبال شعله‌ور شدن آتش جنگ جهانی اول، در اوایل اوت ۱۹۱۴ م (مرداد ماه ۱۲۹۳ خ)، دولت ایران در این جنگ اعلام بی‌طرفی کرد، اما نیروهای نظامی انگلستان در نوامبر (آبان ماه) همان سال، به فرماندهی دلامین، از طریق خلیج فارس به شهرهای آبادان، خرمشهر، بصره، فاو و بخش‌های زیادی از خاک عثمانی در بین‌النهرین رسیده و آن‌ها را اشغال کردند. دولت ایران در دورهٔ قاجار ضعیف‌تر از آن بود که از ورود قوای بیگانه به خاک خود جلوگیری کند، و در برابر انگلستان هیچ مقاومتی نکرد.
تنها مقاومتی که در برابر نیروهای انگلستان صورت گرفت، مقاومت اسلامی که به نام جهاد عشایر عرب خوزستان بود که به‌نام (حرب المنیور) یا نبرد جهاد معروف است.
عشایر عرب سه مرحله با انگلستان رویارویی داشتند.
مرحلهٔ اول جنگ در سال اسفند ۱۲۹۳ خورشیدی ٺلفات حدود ۵۰۰ کشته از اعراب خوزستان و تحت عنوان (حرب المنیور) نبرد جهاد در منابع انگلیسی گزارش داده شد، ۱۲۰۰۰ نفر در این جنگ شرکت کرده بودند؛ عشایر عرب سیم‌های مخابرات ارتش را قطع می‌کردند و در شمال اهواز در منطقهٔ ملاثانی لوله‌های نفت را منفجر کردند، چرا که انگلستان از نفت برای کشتی‌ها و جنگ بهره‌برداری می‌کرد. در این مرحله شکستی برای نیروهای انگلیسی رقم خورد؛ بنابراین مرکز فرماندهی انگلیسی دستور می‌دهد نیروهای تازه‌نفس (هندی و انگلیسی) و ادوات جنگی بیشتری به سمت منطقه آن‌ها فرستاده شود.
مرحلهٔ دوم جنگ عشایر خوزستان خسارات و تلفات سنگینی متحمل شدند، چرا که در این مرحله با رسیدن سلاح سنگین (توپ و مسلسل) و پیوستن نیروهای تازه‌نفس از هند، دشمن بر آنان برتری داشت.
در مرحلهٔ سوم عشایر با پاتک‌های شبانه و گسترده مانع از استفادهٔ نیروهای انگلستان از توپ و مسلسل شدند و در نهایت انگلستان مجبور به ترک خوزستان شد.
قبرستان این کشته‌شدگان در ۱۰ کیلومتری اهواز - سوسنگرد (المنیور) قرار دارد.
پرچم قیام عشایر خوزستان علیه استعمار انگلستان، یکی از اسناد معتبر باقی‌مانده از واقعهٔ جهاد اسلامی عشایر عرب خوزستان علیه استعمار انگلستان در جریان جنگ جهانی اول است که از طرف عشایر خوزستان در اسفند سال ۱۳۷۵ خورشیدی در سفر سید علی خامنه‌ای به این استان به او هدیه شده بود و او نیز آن را برای نگهداری به آستان قدس رضوی اهدا کرد.

## لباس سنتی

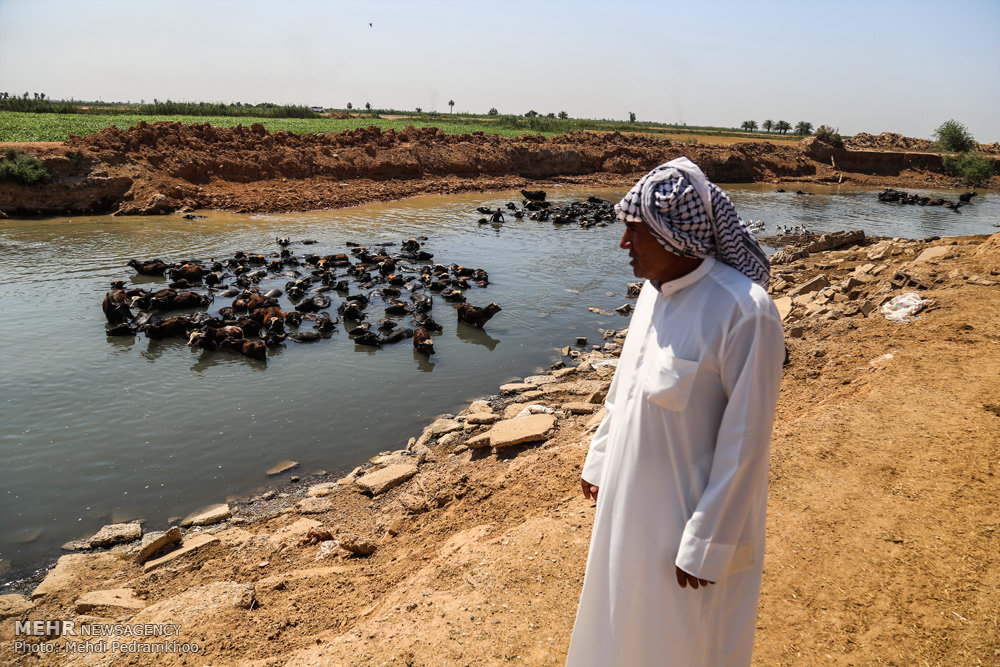
از اهالی خوزستان، با لباس دشداشه، در حال مشاهده گاومیش‌ها

مردان عرب دشداشه می‌پوشند که لباسی یکسره و بلند تا مچ پا و معمولاً سفید رنگ و در تابستان نیز خنک است. عرب‌های خوزستان در مراسم رسمی با اهدای لباس و اشیاء فرهنگی عربی از مقامات دولت استقبال می‌کنند.
بشت یا خاچیه
پوششی بلند که روی دشداشه می‌پوشند و جنس آن از نخ پشمی نازک است. برخی برای زیبایی سرشانه‌ها و آستین‌ها را با ابریشم زیبا که به رنگ بشت باشد گلدوزی می‌کنند. نوع دیگر بشت به نام «مزویه» معروف است و جنس آن از پشم ضخیم است و مخصوص زمستان می‌باشد و معمولاً به رنگ قهوه‌ای، سیاه یا سورمه‌ای است و روی آستین و دور آن با استفاده از تورهای طلایی رنگ حاشیه‌دوزی می‌شود. امروزه از مزویه بیشتر پیرمردها استفاده می‌کنند.
چفیه
چفیه سربندی پارچه‌ای است که روی سر می‌گذارند تا هنگام باد و طوفان جلوی صورت را با آن بپوشانند. سادات از رنگ سیاه یا سبز آن و سایرین از رنگ سفید ساده و سفید-سیاه راه راه، آبی راه راه، و زرد راه راه استفاده می‌کنند.
عقال
عقال که در زبان محلی عگال نامیده می‌شود، حلقه‌ای سیاه رنگ از نخ‌های بافته شده که روی سر می‌گذارند که چفیه را نگه دارد.

## آداب و رسوم
- عید فطر

یکی از اعیاد مذهبی مسلمانان است که بین مردم عرب خوزستان اهمیت بالایی دارد. بارها استان خوزستان برای عید فطر از امتیاز تعطیلی چند روزه برخوردار بوده‌است. دلیل این امر حضور مردم عرب در این استان اعلام شده‌است که عید فطر از اهمیت بالایی نزد آن‌ها برخوردار است.
براساس یک سنت دیرینه مردم عرب خوزستان عید را در کنار اعضای خانواده، دوستان و دیگر مسلمانان با شکرگزاری به درگاه خداوند سپری کرده یا پس از بازگشت از نماز عید فطر افراد کوچک‌تر به خانه بزرگ‌ترهای خود می‌روند تا عید را به یکدیگر تبریک بگویند. این بازدیدها در محله‌ها به صورت دسته جمعی صورت می‌گیرد.
در سال ۱۳۹۰ خورشیدی نیز بحث افزایش عید فطر در خوزستان مطرح بود. در خوزستان، روز عید فطر، از اهمیت و جایگاه بسیار بالاتری در فرهنگ عمومی مردم عرب برخوردار است؛ بدین معنا که گرامی‌داشت عید فطر، با هنجارها، رفتارها، رسم‌ها و آداب و سنن بسیاری همراه است.
مجموعه این آیین‌ها از حدود یک هفته (کمتر یا بیشتر) قبل از فرا رسیدن روز عید فطر آغاز و تا حداقل یک هفته پس از روز عید فطر ادامه می‌یابد.
در بخش مهمی از مناطق ایران، مردم، قبل از رسیدن عید فطر، لباس نو می‌خرند، خانه تکانی می‌کنند و با خرید شیرینی و دیگر وسایل پذیرایی، برای استقبال از مهمانان عید آماده می‌شوند. روند عیددیدنی شامل همهٔ اعضای یک خانواده بزرگ یا فامیل مستقر در مناطق و شهرهای مختلف می‌شود. این عیددیدنی‌ها معمولاً تا یک هفته طول می‌کشد و سفره‌های آجیل و شیرینی و شربت نیز در این مدت، به عنوان یک رسم پهن هستند.
عرب‌های خوزستان روز دوم قبل از عید را «ام الوسخ» و یک روز مانده به عید را «ام الحلس» می‌نامند. ام الوسخ به معنای روز «چرکین» می‌باشد. در این روز مردم عرب به نظافت خانه‌های خود می‌پردازند، اجناس جدید برای منزل خرید می‌کنند و خانه را برای فرا رسیدن عید و اکرام مهمان تمیز و آماده می‌کنند. روز بعد از ام الوسخ را ام الحلس می‌نامند. ام الحلس نیز که نامی محلی و قدیمی است به معنای روز نظافت و رسیدگی شخصی که در آن جوانان به ظاهر خود رسیدگی می‌کنند. البته واژه حلس دیگر کمتر به کار برده می‌شود. می‌توان گفت: اُم الوسخ به معنی روز خانه‌تکانی و تمیزکاری مطلق چرکین است و اُم الحلس برای «رفت و روب» گستردن و مرتب‌کردن فرش‌ها و پشتی‌ها ست.
عرب‌های خوزستان برای خرید عید در روزهای پایانی ماه روانهٔ بازار شده و از کوچک تا بزرگ آن‌ها لباس‌های جدید و نو می‌خرند.
- گرگیعان

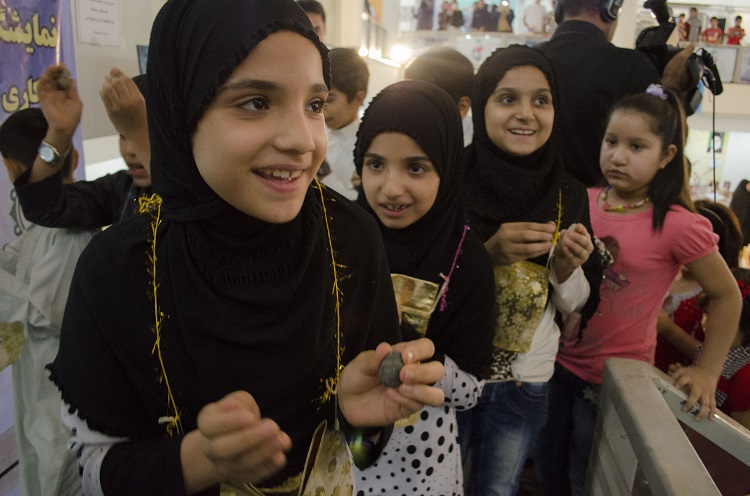
گرگیعان در موزهٔ هنرهای معاصر اهواز

گرگیعان از آداب مذهبی است که در سال‌های اخیر در ۱۵ رمضان در برخی شهرهای خوزستان اجرا می‌شود. در این شب کودکان عرب با پوشیدن لباس‌های عربی به خیابان‌ها آمده و کیسه‌های کوچکی را که از قبل تهیه کرده‌اند به گردن می‌آویزند و با خواندن سرودهای مردمی این شب، به درب منازل همسایگان رفته و از آنان عیدی و شیرینی می‌گیرند.
از معروف‌ترین سرودهای این شب، ماجینه یا ماجینه حلّ الکیس و انطینه است؛ که معنی فارسی آن: ما آمدیم ما آمدیم، کیسه را بگشا و در آن برای ما هدیه‌ای بگذار، است.
مردم عرب خوزستان همچون دیگر مردم ایران فرهنگ خاص خود را دارند. مراسم قهوه خوری جزو آثار ثبت ملی در ایران است. دلّه قهوه یکی از اشیاء و ابزار فرهنگی مردم عرب است که در مراسم رسمی چه مراسم بین‌المللی کشورهای همسایه و چه در برگزاری‌های هیئت دولت در خوزستان، و بازدیدشان از مردم عرب ایران، همواره از این وسیله در پذیرایی‌ها به عنوان نماد فرهنگی استفاده شده‌است.
در برنامه‌ای در اهواز عشایر عرب خوزستان یک «دله قهوه» (ظرف مخصوص دم کردن قهوه مخصوص عشایر عرب) را به‌طور نمادین به وزیر اطلاعات اهدا کردند. این نماد در کشورهای همسایه و همچنین در اهواز و آبادان به صورت نمادی در ابعاد بزرگ در میدان شهر نصب شده‌است. در واقع مردم عرب برای نوشیدن قهوه مراسم و قوانین خاصی دارند و با اعتقاد و باورهایی که دارند آن را انجام می‌دهند.
برای تهیه آن ابتدا قهوه را با وسیله‌ای دو شاخه به نام مهماس که شبیه منقاش است در ظرفی ریخته و تفت می‌دهند و آنگاه آن را در هاون آسیاب کرده و برای مراسم آماده می‌کنند، پس از آن در ظرفی بزرگ به نام «گم گم» یا «قم قم» که در خوزستان قاف به گاف تلفظ می‌شود، گمگم که چیزی شبیه گلاب پاش‌های قدیمی و از جنس ورشو (مفرغ) است، در آن آب ریخته و پس از جوش آمدن، قهوه آسیاب شده را اضافه کرده و از هل هم برای خوش‌بو شدن آن استفاده می‌کنند.

وقتی که قهوه آماده شد آن را در ظرف کوچکتری به نام «دلّه» که شبیه همان «گم گم» است ریخته و سپس این مراسم آئینی به شیوه خاص توسط فرد توزیع‌کننده آن ادامه می‌یابد. او دلّه را در دست چپ و فنجان مخصوص قهوه خوری [که فنجانی بدون دسته است و فنیان خوانده می‌شود] را در دست راست گرفته، از سمت راست مجلس شروع به سرو قهوه می‌کند، اگر در این مجلس سیّدی وجود داشته باشد ابتدا از وی پذیرایی آغاز می‌شود و در غیر این صورت این مراسم از ریش سفید مجلس آغاز می‌شود و از سمت راستش قهوه دادن ادامه می‌یابد.
شخصی که فنجان را از میزبان می‌گیرد هم طبق آداب و رسوم فنجان را با دست راستش دریافت می‌کند. اگر فنجان را با دست چپ دریافت کند نوعی بی‌احترامی به آداب و رسوم است. قهوه‌ای که از دلّه در فنجان ریخته می‌شود مقدارش بسیار کم، غلیظ و تلخ است و باید در انتهای ریختن قهوه و قبل از دادن فنجان به میهمان باید یک مرتبه نوک دلّه را به لبه فنجان قهوه کوبیده تا صدای فنجان بلند شود و پس از آن قهوه را تعارف کند. میهمان نیز پس از دریافت و نوشیدن قهوه، حین پس دادن فنجان خالی، باید دستش را یک مرتبه تکان داده، این تکان دادن به معنی اینست که دیگر کافی است و قهوه نمی‌نوشم؛ و گر نه (اگر مهمان فنجان خالی را با تکان‌دادن برنگرداند) یعنی بازهم قهوه میل دارد. سپس روال صرف قهوه از مهمان سمت راستی پیگیری و همین روند را تا انتها ادامه می‌دهد. مردم عرب برای این آداب و رسوم حساسیت به خرج می‌دهند و آن را قابل احترام می‌شمرند.
این قهوه دادن همواره به همراه قوانینش در اکثر مراسم رسمی و غیررسمی به خصوص در مراسم خواستگاری، مهمانی‌های رسمی من‌جمله عید فطر و در مراسم سوگواری اجرا می‌شود. دلّه‌های قهوه، فنجان‌های مخصوص و کوچکی دارند.

## زبان
عربی خوزستانی گویشی از زبان عربی و با عربی عراقی و عربی خلیجی شباهت دارد. از سوی دیگر زبان عربی خوزستان تفاوت‌های زیادی با گویش عربی رایج در منطقه عراق یافته‌است. مهم‌ترین این تفاوت‌ها در ساختار جمله است که ترتیب فاعل(s)فعل(v) و مفعول(o) در زبان عربی خوزستانی متفاوت با سایر لهجه‌ها و گویش‌های این زبان است. دو سبک (SVO) و (VSO) در تمام لهجه‌های عربی رایج است اما عربی خوزستانی بر خلاف این‌ها یک الگوی (SOV) هم دارد که به‌جز عربی ازبکستانی در سایر لهجه‌های عربی دیده نمی‌شود و این تحت تأثیر زبان فارسی در ایران و تاجیکی در ازبکستان رقم خورده‌است.
در مناطق مختلف خوزستان، گویش‌های عربی تفاوت‌هایی با یکدیگر دارد و لهجه عربی خرمشهر را فصیح‌ترین و اصلی‌ترین لهجه این گویش می‌دانند. در واقع، عرب‌های خوزستان ساکنان منطقه‌های عرب‌نشین آن استان هستند که در آن به زبان عربی تکلم می‌کنند و شامل بخش‌های مرکزی و غربی و جنوب‌غربی استان است. عربی محلی در خوزستان با عربی حجاز تفاوت‌های بسیاری دارد و بیشتر به عربی محاوره‌ای عراق نزدیک است و تحت تأثیر فارسی و گویش‌های اصلی خوزستان قرار گرفته‌است. البته عربی نواحی آبادان و خرمشهر با عربی نقاط دیگر خوزستان کمی تفاوت دارد و به اصطلاح صحیح‌تر است و کمتر تحت تأثیر فارسی قرار گرفته؛ مثلاً عبارت «یخ» که در عربی فصیح «ثلج» می‌شود در آبادان و خرمشهر و همچنین محاوره عراق «ثلِج» تلفظ می‌شود، اما در دیگر نقاط خوزستان عرب‌ها اصطلاح فارسی آن (یخ) را به کار می‌برند. در عربی حجاز چهار حرف «گ»، «چ»، «پ»، «ژ» تلفظ نمی‌شود، اما عرب‌های خوزستان تنها حرف «پ» را در گویش به کار نمی‌برند. البته این موضوع محدود به عرب‌های خوزستان و ایران نیست. اگرچه عربی خوزستان به عربی محاوره‌ای عراق نزدیک است، اما تفاوت‌هایی نیز با آن دارد؛ مثلاً حرف «ج» جای خودش را در بسیاری از عبارات به «ی» و «ژ» داده‌است مثل «ریل» و «رژل» به جای «رجل» یا «دیایة» و «دژاژه» به جای «دجاجة» یا «تی‌یی» و «تژی» به جای «تی‌جی». عربی خوزستان بسیار تحت تأثیر فارسی قرار گرفته‌است طوری‌که بسیاری از اصطلاحات، مخصوصاً لغات و اصطلاحات رایج امروزی به صورت فارسی تلفظ می‌شوند، مثل «بیمارستان» به جای «مستشفی»، «بادگان» (پادگان) به جای «ثکنة»، «سرگرد» به جای «رائد»، «گروهبان» به جای «عریف»، «روزنامه» به جای «جریدة»
با این وجود، در قواعد و ساختارهای آن ارتباط عمیق و گسترده‌ای با زبان فصیح و لهجه‌های قدیم عربی دارد و بیشتر الفاظ و عبارتهای آن ریشه در زبان عربی فصیح داشته که گاهی دچار ابدال، قلب، نحت و دیگر تغییر و تحولات زبانی می‌شوند. این پژوهش به شناسایی اصول و ویژگی‌های لهجهٔ عربی خوزستان، بررسی تغییرات زبانی در زمینه حروف و دگرگونی‌های حاصله، و شناسایی بنیه صرفی و نحوی می‌پردازد.

## جمعیت شناسی

### ژنتیک
بر اساس تحقیقات فرجادیان و غادری که بر روی فراوانی الل‌ها و هاپلو‌تیپ‌های کلاس II HLA انجام شده است، اعراب خوزستان از نظر ژنتیکی با اعراب تفاوت دارند و نزدیکی ژنتیکی آن‌ها با دیگر اقوام ایرانی "ممکن است نتیجه نیای مشترک آن‌ها باشد."
حاجج و همکاران نیز دریافتند که اعراب خوزستان شباهت نزدیکی با قابسی‌ها دارند.
هاپلوگروپ J1-M267 در نمونه‌های خوزستان به ۳۳.۴٪ می‌رسد که نسبت به دیگر مناطق ایران بیشتر است. همچنین در میان اعراب خوزستانی به فراوانی ۳۱.۶٪ می‌رسد.

## نویسندگان
عدنان غریفی رومان‌نویس، مترجم
محمد طاهر خاقانی مجتهد و مرجع دینی

عدنان غریفی

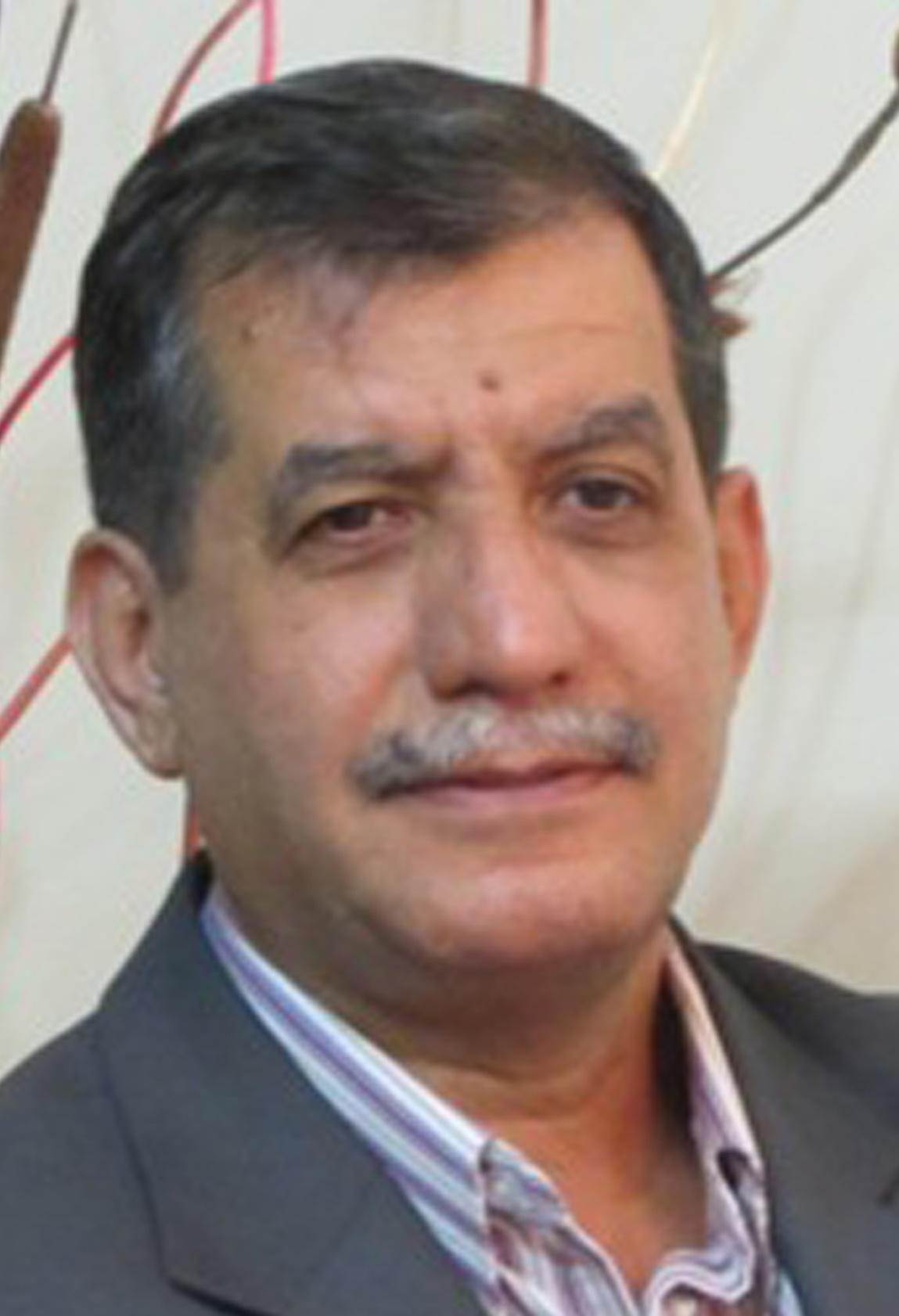
عبدالنبی قیم

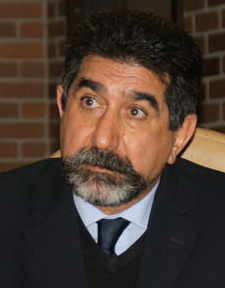
یوسف عزیزی بنی طرف

کمال سلمان عنزی نویسنده، مترجم، فيلسوف، الهی‌دان
یوسف عزیزی بنی طرف نویسنده
عبدالنبی قیم نویسنده

## موسیقی

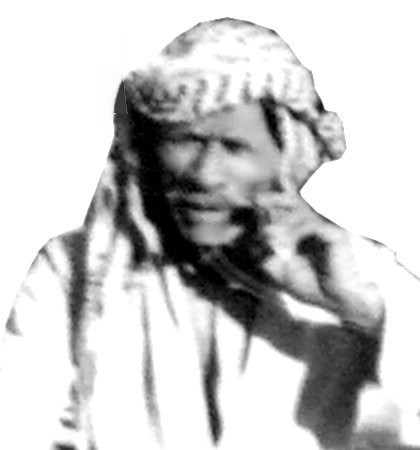
علوان الشویع

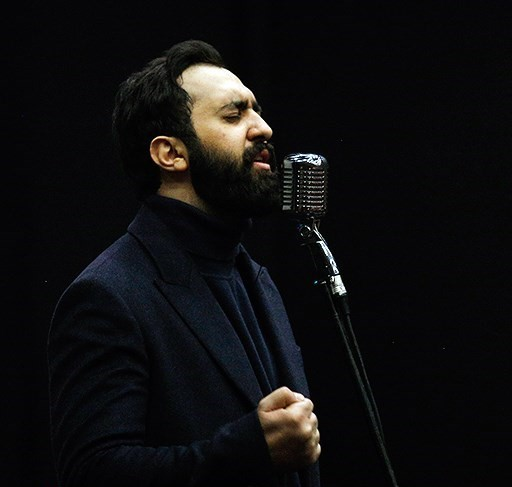
مهدی یراحی

علی رشداوی

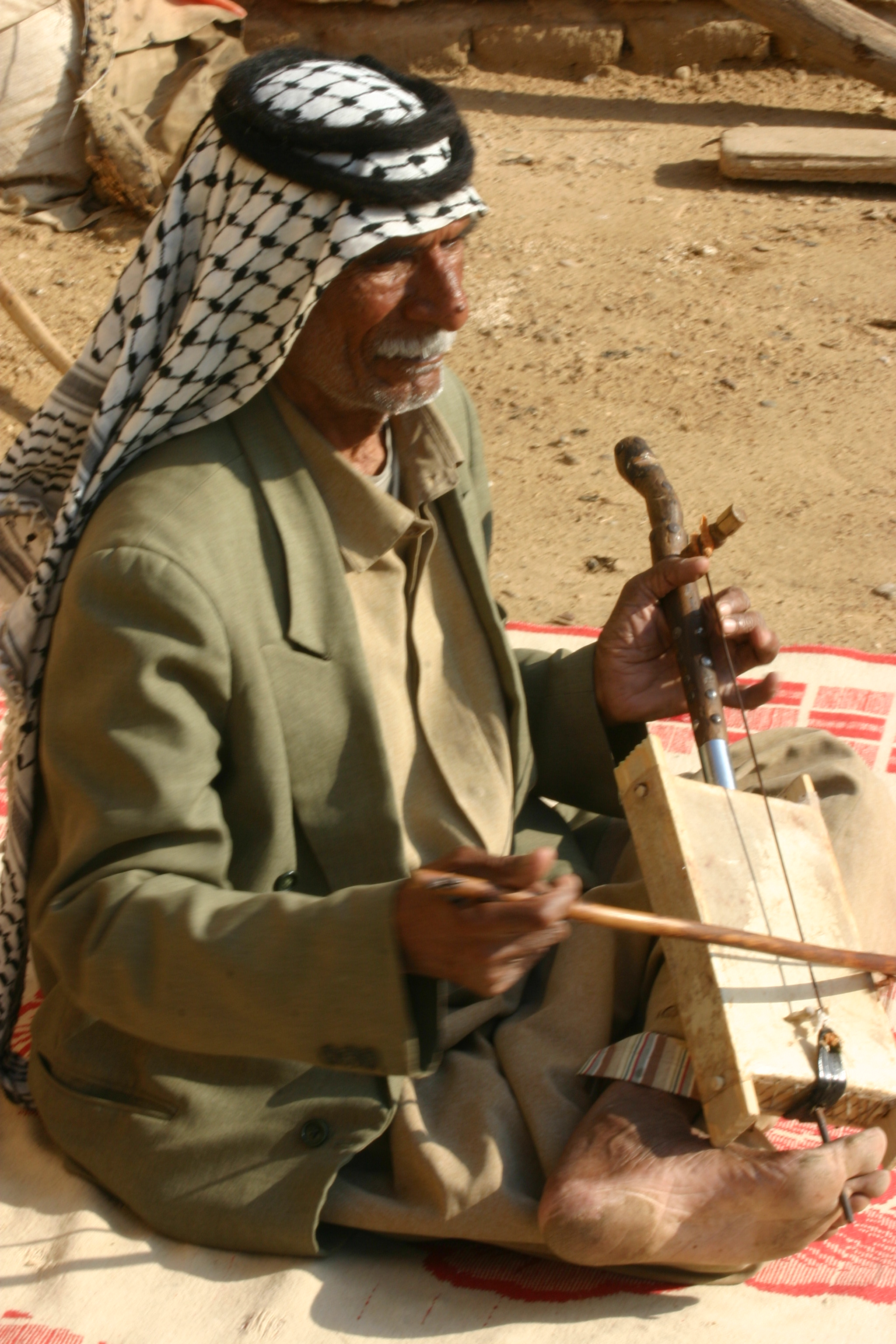
حسان اگزار چنانی‌زاده

موسیقی علوانیه نام یکی از سبک‌ها یا الحان موسیقی عربی خوزستان است. نام این سبک برگرفته از نام سرایندهٔ آن علوان الشویع که در نوازندگی این سبک تخصص داشت گرفته شده‌است. همچنین علوانیه یکی از میراث‌های معنوی عرب‌های ایران به‌شمار می‌آید.
محمدرضا درویشی، آهنگساز، پژوهشگر موسیقی و مؤلف دایرةالمعارف سازهای ایران دربارهٔ علوانیه می‌گوید: سبک موسیقی علوانیه پیوند میان فرهنگ‌های مختلف کشور ایران است. وی همچنین نوازندگی علوانیه را با ساز گَلن بسیار زیباتر از نوازندگی با ربابه می‌داند.
موسیقی عربی در استان خوزستان به دو دستهٔ کلاسیک یا مقامی و موسیقی ریفی یا محلی (روستایی) تقسیم می‌شود. لحن علوانی جزو موسیقی‌های محلی این استان است. این طور از مقام حجاز و مقام بیات تشکیل شده که درجه سوم آن ربع پرده و نیم پرده مدام کم می‌شود و حالت خاصی به وجود می‌آورد که در هیچ‌یک از موسیقی‌های کشورهای عربی و ایران دیده نمی‌شود و تنها گوشهٔ شوشتری در دستگاه همایون ایران به آن شبیه است و در میان مقام‌ها هم شباهت زیادی به مقام حجاز دارد.
لحن علوانیه با سازی به نام رباب یا ربابه که یکی از سازهای مردم عرب خوزستان است نواخته می‌شود. رباب سازی مانند کمانچه است اما از ساده‌ترین وسایل ساخته می‌شود.
این ساز در کشورهای امارات، کویت، بحرین و عراق هم استفاده می‌شود. به این دلیل که در قدیم اهوازی‌ها تنگ‌دست و اکثراً کشاورز بودند و قدرت تهیه ساز را نداشتند، با قوطی‌های حلبی، چوب، دم اسب و ریسمان‌های برگ نخل ساز رباب را می‌ساختند و شروع به نواختن آن می‌کردند.
به دلیل حزن زیبایی که این سبک دارد این لحن نه تنها در خوزستان توسط خواننده‌هایی مانند حسن معشوری، سامر زرگانی، علی ادریس، علی رشداوی شیخ کریم باوی حسان اگزار چنانی‌زاده خوانده می‌شود.
بلکه در کشور عراق نیز توسط خواننده‌های مشهور این کشور مانند داخل حسن و سلمان منکوب استفاده می‌شد. این آوازها که به پنج درجه می‌رسد در اهواز و کشورهای عربی به طور معروف هستند.
یحیی جابری، خواننده و رئیس خانه موسیقی محلی عراق (رئیس بیت الریف العراق)، در یکی از مقاله‌های خودش در مجله الحیات ـ چاپ کشور سوریه ـ گفته:
 من برای تحصیل در سوریه بودم. عده‌ای از دانشجویان اهوازی نغمه‌ای را می‌خواندند که برای من خیلی زیبا بود اما شبیه هیچ‌یک از الحان کشور عراق و دیگر کشورهای عربی نبود. از آن‌ها پرسیدم این چه لحنی است؟ آن‌ها گفتند این لحنی به نام «علوانی» است که به نام سازنده آن «علوان الشویع» معروف است.
این لحن در کشور کویت نیز توسط شخصی به نام عبدالله فضاله، یکی از خوانندگان قدیمی و مشهور کویت، خوانده می‌شد. او لحن «علوانی» را در کویت و بحرین رواج داد.
خبرگزاری ایسنا طی مصاحبه‌ای با قاسم منصور آل کثیر، از فعالان میراث فرهنگی اهواز نسبت به ثبت موسیقی علوانیه در کشور عراق یا سوریه خبر داد. پس از بازنشر این خبر در سایت‌های خبری ایران، پس از یک هفته مدیر کل میراث فرهنگی خوزستان اطلاع داد که مکاتبات اولیه برای جلوگیری از ثبت موسیقی علوانیه در عراق انجام شده‌است. قرار شد موسیقی علوانیه به عنوان یک فرهنگ مشترک بین دو کشور ایران و عراق به ثبت جهانی برسد.

## جامعه
طی پژوهشی که به سفارش شورای فرهنگ عمومی در سال ۱۳۸۹ خ انجام شد و براساس یک بررسی میدانی و یک جامعه آماری از میان ساکنان ۲۸۸ شهر و حدود ۱۴۰۰ روستای سراسر کشور، درصد اقوامی که در این نظر سنجی نمونه‌گیری شد در استان خوزستان و اهواز به قرار زیر بود:

| اقوام استان خوزستان | اقوام استان خوزستان | اقوام استان خوزستان | اقوام استان خوزستان | اقوام استان خوزستان |
| ------------------- | ------------------- | ------------------- | ------------------- | ------------------- |
| قومیت               | قومیت               |                     | درصد                | درصد                |
| عرب                 | عرب                 |                     | ۳۳٫۶٪               | ۳۳٫۶٪               |
| فارس                | فارس                |                     | ۳۱٫۹٪               | ۳۱٫۹٪               |
| لر                  | لر                  |                     | ۳۰٫۲٪               | ۳۰٫۲٪               |
| ترک                 | ترک                 |                     | ۲٫۵٪                | ۲٫۵٪                |
| کرد                 | کرد                 |                     | ۱٪                  | ۱٪                  |
| سایر                | سایر                |                     | ۰٫۷٪                | ۰٫۷٪                |

| اقوام کلانشهر اهواز | اقوام کلانشهر اهواز | اقوام کلانشهر اهواز | اقوام کلانشهر اهواز | اقوام کلانشهر اهواز |
| ------------------- | ------------------- | ------------------- | ------------------- | ------------------- |
| قومیت               | قومیت               |                     | درصد                | درصد                |
| فارس                | فارس                |                     | ۴۴٫۸٪               | ۴۴٫۸٪               |
| عرب                 | عرب                 |                     | ۳۵٫۷٪               | ۳۵٫۷٪               |
| لر                  | لر                  |                     | ۱۵٫۸٪               | ۱۵٫۸٪               |
| ترک                 | ترک                 |                     | ۲٫۳٪                | ۲٫۳٪                |
| کرد                 | کرد                 |                     | ۰٫۹٪                | ۰٫۹٪                |
| سایر                | سایر                |                     | ۰۵٪                 | ۰۵٪                 |

### لقب اجتماعی افراد
مولا
مولا یا (مولانا) لقبی که به سیدی (فرزند محمد از نسل حسین ابن علی) که بزرگ قوم خودش است، گفته می‌شود البته برای احترام گاهی به سیدهای مسن و محترم هم گفته می‌شود.
شریف
شریف به فرزندان محمد که از نسل حسن ابن علی باشند، گفته می‌شود.
شیخ
عرب‌های خوزستان به عشایر و قبایل مختلفی تقسیم می‌شوند که هر قبیله برای خود یک شیخ دارد که نماینده و رئیس آن قبیله بوده و وظیفه رسیدگی به امور و حلّ و فصل مشکلات قبیله را به عهده دارد. 
عجید
عجید به ریش سفیدی که در داوری بین طرفین به خدا، اصول اخلاقی، انصاف انسانی، شرع اسلامی، اعتدال اجتماعی، معتقد بوده و عمل کند اطلاق می‌شود
شرع
الشرع لقب قاضی عشایر و قبایل است او به قانون قبایل و عشایر آگاهی تمام، و در مسائل شرعی بسیار توانا و مسلط بوده و در ثانی از طرف تمام شیخهای عشایر (شیوخ العشایر) مورد تأیید است و حکمش لازم‌الاجراء و قطعی است
شیخ المشایخ
شیخ المشایخ در زمان جنگ با بیگانگان انتخاب می‌شود.
تمامی شیوخ قبایل در یک جبهه واحد جمع می‌شوند و برای یکپارچه سازی حملات و صفوف دفاعی از میان خود یکی را که دلیرتر و شجاعتر و در عین حال مدبر و بسیار باهوش و بر فنون جنگ مسلط و چیره‌دست می‌باشد، انتخاب و به‌عنوان فرمانده تمام مجلس شیوخ قبایل معرفی می‌شود.
در جنگ نبرد جهاد که در سال ۱۲۹۴ ش میان عشایر خوزستان و نیروهای انگلستان در منطقه المنیور صورت گرفت شیوخ سادات آلبوشوکه شیوخ المشایخ این جنگ بودند از جمله سید عنایه البوشوکه فرمانده رکن دوم این جنگ را بر عهده داشت. مقبره سید عنایه اکنون در منطقه بهر (البهور) از توابع شهرستان کارون واقع است

همواره هنگام جذب آراء مردم عرب خوزستان، برخی نامزدهای محلی و ملی نشست‌های اختصاصی با مردم عرب خوزستان برگزار می‌کنند. برای نمونه در دیدارهای انتخاباتی حسن روحانی دیداری خصوصی و ویژه نیز با آن‌ها داشت.
شیوخ عرب خوزستان که برای شرکت به تهران دعوت شده بودند در این دیدار خصوصی خواسته‌های خود را با این نامزدهای انتخاباتی در میان می‌گذارند. 
محمدباقر قالیباف نیز در پیش از انتخابات ریاست‌جمهوری سال ۱۳۹۲ خورشیدی در سفری به اهواز با مردم عرب آن شهر نشستی اختصاصی برگزار کرد. او در این نشست بر ضرورت مشارکت اقوام به عنوان یک فرصت تأکید کرد.
محسن رضایی نیز در سایت منتسب به وی در انتخابات سال ۱۳۸۸ گفتگو با شیوخ عرب خوزستان را از مهم‌ترین برنامه‌های انتخاباتی‌اش اعلام کرد.
میرحسین موسوی نیز در انتخابات ۱۳۸۸ گفتگو با عرب‌های خوزستان را در برنامه‌های اصلی خودش معرفی کرد. او همچنین دیداری با مردم عرب خرمشهر داشت. در این دیدار، مردم عرب این شهر به میرحسین موسوی یک بِشت (لباس عربی) و دشداشه عربی هدیه دادند.
محمود احمدی‌نژاد، رئیس‌جمهوری دو دوره در ایران نیز طی سفری که در سال ۱۳۸۵ خ به سوسنگرد داشت با پوشیدن لباس عربی و به زبان عربی از رشادت‌ها و دلاوری‌ها و استقامت‌های دشت آزادگان در دوران هشت سال دفاع مقدس تجلیل کرد. 
محمود احمدی‌نژاد همچنین در چهارمین سفرش به خوزستان در اردیبهشت ۱۳۹۲ خ با سران قبایل عرب در استانداری خوزستان واقع در اهواز دیدار کرد. پیش از آن نیز با پوشیدن لباس عربی (چفیه، عقال و بشت) در هویزه به ایراد سخنرانی به زبان عربی پرداخت. او در دیدارهایش دربارهٔ تبعیضات نسبت به اقوام سخن گفت.
در ادامهٔ سفرهای انتخاباتی نامزدهای انتخابات ریاست‌جمهوری ۱۳۹۲ علی‌اکبر ولایتی نیز در اهواز به خانه یکی از شیوخ و علمای عرب در منطقهٔ سید خلف رفت و از او دیدار کرد.